# Offenbach-Fechenheimer Mainbrücke

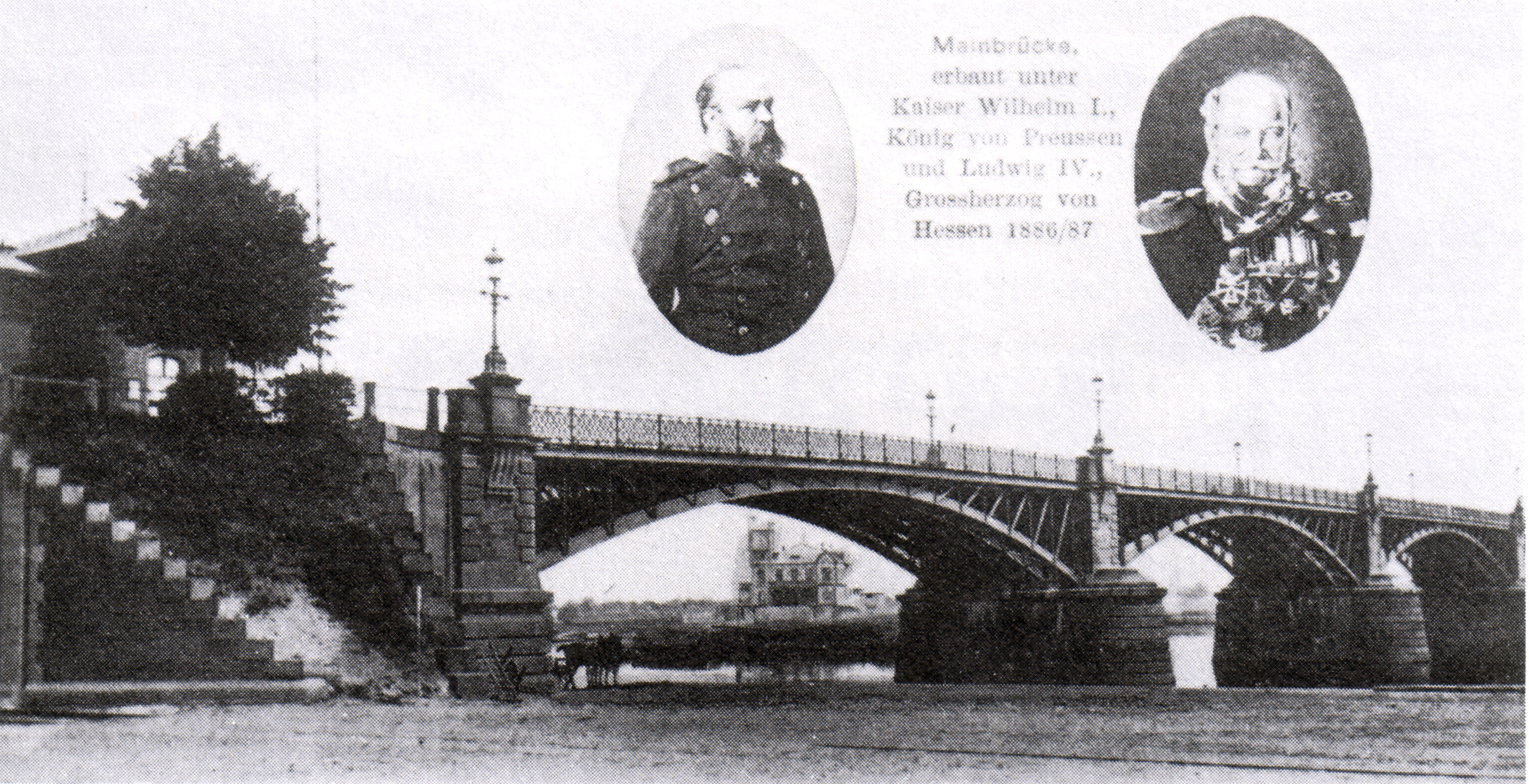
Einweihung der Mainbrücke 1887

Die Offenbach-Fechenheimer Mainbrücke verband von 1887 bis 1952 Offenbach am Main mit dem Industriegebiet Frankfurt-Fechenheim. Bis zum Jahr 1819 gab es zwischen dem Offenbacher und dem Fechenheimer Mainufer nur eine Verbindung mit Schelch genannten Booten, die in Höhe des Offenbacher Stadtkerns am Isenburger Schloss verkehrten.

## Geschichte

### Schiffsbrücke am Isenburger Schloss von 1819
Die erste Brücke zwischen Offenbach und Fechenheim war eine im Juni 1819 eingeweihte Schiffbrücke. Sie befand sich im Zuge der Schloßstraße auf Offenbacher Seite und der Starkenburger Straße in Fechenheim. Ein wichtiger Anlass für den Brückenbau war, den Zoll in Frankfurt zu umgehen. Das Großherzogtum Hessen (Offenbach am Main) und Kurhessen (Fechenheim) gehörten damals bereits dem Deutschen Zollverein an, dem die Freie Stadt Frankfurt erst 1835 widerwillig beitrat. Dies war die erste Mainbrücke zwischen den beiden hessischen Staaten. An den „internationalen“ Charakter der Brücke erinnert bis heute der Name der nördlichen Zufahrtsstraße: Vom kurhessischen Fechenheim aus erreichte man über die Starkenburger Straße die Schiffsbrücke, die hinüber in die großherzoglich-hessische Provinz Starkenburg führte.
Trotz des eingesparten Zolls an der somit umgangenen Frankfurter Landesgrenze kostete die Benutzung der Brücke Geld, wie auch auf zahlreichen anderen Mainbrücken wurde auf der Schiffsbrücke – und auch auf ihrer Nachfolgerin bis ins 20. Jahrhundert hinein – Maut erhoben.

### Offenbach-Fechenheimer Mainbrücke von 1887
Mit dem Wachstum Offenbachs als Industriestadt und der zunehmenden Mainschifffahrt wurde die Schiffbrücke immer mehr als Verkehrshindernis wahrgenommen. Durch das starke Wachstum der Stadt während der Gründerzeit entwickelte sich Offenbach vor allem nach Westen, wo die von Süden nach Norden verlaufende Kaiserstraße als neue Prachtstraße der Stadt und Verbindung zwischen dem Offenbacher Hauptbahnhof und Main entstand. Die Offenbach-Fechenheimer Mainbrücke wurde deshalb nicht anstelle der alten, sondern einen Kilometer stromabwärts im Zuge der Kaiserstraße geplant. Nach ihrer Fertigstellung 1887 wurde die Schiffsbrücke am Isenburger Schloss abgebaut. An ihrer Stelle verkehrte nun, wie bereits vor 1819, eine Fähre, die ihren Betrieb bis 1965 aufrechterhielt. Im Oktober 1896 verzeichnete diese Fährverbindung bereits den zwei-millionsten Passagier.

### Offenbach-Fechenheimer Mainbrücke von 1934
Anfang der 1930er Jahre war die bisherige Brückenkonstruktion der steigenden Verkehrsbelastung nicht mehr gewachsen – 1930 musste für Fahrzeuge auf der engen Brücke die Höchstgeschwindigkeit auf 15 Kilometer pro Stunde und 1931 das zulässige Gesamtgewicht auf neun Tonnen reduziert werden. 1933/34 erfolgte daher ein Umbau der Brücke. Der alte Überbau wurde durch eine breitere Stahlkonstruktion ersetzt und die Nutzbreite von sechseinhalb auf elf Meter erweitert. Gleichzeitig wurde die Brücke mit einer elektrischen Straßenbeleuchtung versehen. Im Frühjahr 1945 wurde die Brücke durch Wehrmachtspioniere gesprengt, um den von Süden vorrückenden amerikanischen Streitkräften das Fortkommen zu erschweren.
11. August 1947 erfolgte der provisorische Wiederaufbau als eine der ersten im Frankfurter Raum wiederhergestellten Mainbrücken. 1952/53 wurde das Provisorium nach einem Umbau durch die heutige Carl-Ulrich-Brücke ersetzt.